# Jonas Iwarson
Jonas Iwarson, född 28 augusti 1867 i Näskotts socken, död 26 juli 1947 i Uppsala, var en svensk missionär. Han var stationerad i Asmara, Eritrea, som då var en italiensk koloni, med kortare perioder i Zazega och Beleza. Han var även verksam i de delar av Abessinien som idag utgör norra Etiopien. 
Jonas Iwarson var son till hemmansägaren Iwar Nilsson. Han avlade mogenhetsexamen vid Fjellstedtska skolan i Uppsala 1894, utexaminerades från Johannelunds missionsinstitut 1896 och prästvigdes i Linköping samma år. Efter språkstudier i Italien 1896 började han i mars 1897 en nära fyrtioårig gärning som Evangeliska fosterlandsstiftelsens missionär i Eritrea. Den 2 november samma år gifte han sig med Anna Mathilda Sahlström och de fick strax efter en son i Asmara. Den svenska missionen anförtroddes medel för att starta nödhjälpsarbeten av den italienske guvernören. Det var Iwarson som fick ansvaret för detta arbete. Vägar byggdes och en kyrka uppfördes i Geleb 1899. Hustrun Anna dog i Zazega 10 augusti 1902. Den 24 juni 1905 gifte Iwarson sig med Louise Lindfors. De fick fem barn under åren 1907-1917.
Iwarson var 1913–1933 ordförande i missionskonferensen i Eritrea. Han grundade under första världskriget då nya missionärer hindrades att resa från Sverige ett seminarium för att utbilda eritreanska medhjälpare och drog upp riktlinjerna för en inhemsk självständig kyrkoorganisation. 1926 blev Iwarson denna kyrkas första president. 
1934–1936 var han stiftelsens reseombud för yttre mission och 1937–1938 predikant vid Kristinebergs kapell i Stockholm. Han var från 1930-talet bosatt i Uppsala och tjänstgjorde tidvis som resetalare för den yttre missionen. Han utgav flera skrifter om missionsverksamheten och Östafrika.
Det finns samlingar från Jonas Iwarson på Etnografiska museet, Stockholm och på Jamtli via hans bror Nils Zetterström.